# Thure Ekelund
Nils Thure Ekelund i riksdagen kallad Ekelund i Lund, född 28 april 1880 i  Lunds stadsförsamling, död 4 augusti 1924 i  Lunds stadsförsamling, var en formare och senare kaféföreståndare. 
Han var politiker och ledamot av riksdagens andra kammare för socialdemokraterna 1914.